# OpenCPN
OpenCPN (Open Chart Plotter Navigator) is gratis software voor maritieme kaartplotters en navigatiesoftware voor onderweg of als planningstool. Ontwikkeld door een team van actieve zeilers en getest in reële omstandigheden, heeft het meerdere ondersteunde kaartformaten en een verscheidenheid aan gegevensinvoer.
Door gebruik te maken van satellietnavigatie en andere NMEA-0183-datafeeds, bepaalt OpenCPN de eigen positie en status van een schip aan de hand van sensoren zoals AIS-ontvangers om automatisch de posities van schepen in de buurt uit te zetten en te volgen.
In 2017 waren Noorse ENC-kaarten beschikbaar voor OpenCPN. Ook de VS en de Europese overheden stellen gratis kaarten (en updates) beschikbaar.